# Sawwa Timofejewitsch Morosow

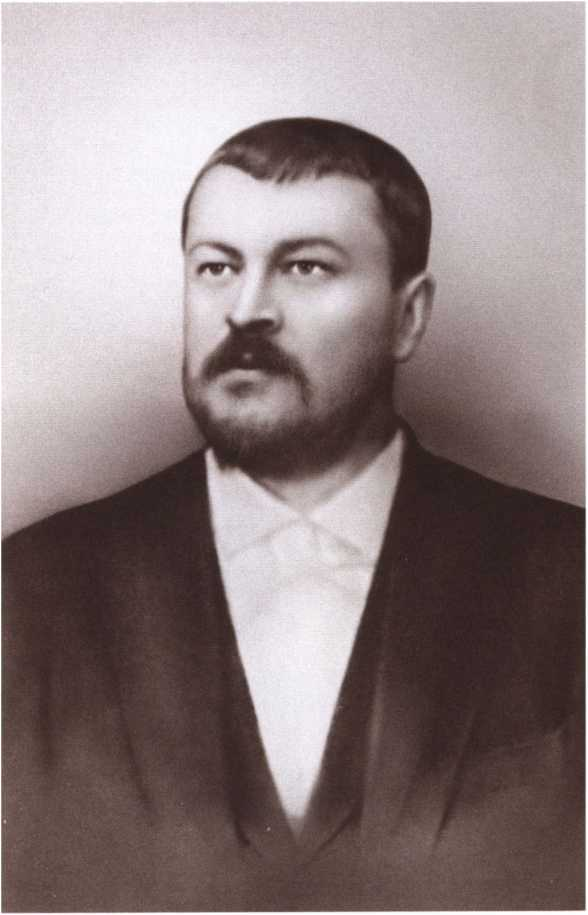
Sawwa Morosow

Sawwa Timofejewitsch Morosow (russisch Савва Тимофеевич Морозов, wiss. Transliteration Savva Timofeevič Morozov; * 3. Februarjul. / 15. Februar 1862greg. in Orechowo-Sujewo; † 13. Maijul. / 26. Mai 1905greg. in Cannes) war ein russischer Kaufmann, Industrieller, Mäzen und Philanthrop.

## Leben
Sawwa Morosow kam aus einer altgläubigen Händlerfamilie. Sein Vater war der Unternehmer Timofei Sawwitsch Morosow. Nach dem Abschluss seiner Schulausbildung in dem angesehenen Moskauer Gymnasium für Jungen Nr. 4 studierte er ab 1881 Physik und Mathematik an der Moskauer Universität und 1885 bis 1887 Chemie an der University of Cambridge. In England besuchte er Textilfabriken und sammelte erste Erfahrungen mit der Organisation einer Textilfabrik.
1886 war Morosow Direktor und Aktionär des Textilunternehmens Morosow Sohn & Co. Ebenso war er Direktor einer Brauerei in Moskau. 1890 erwarb er einen Besitz im Ural an der Wilwa in der Region Perm. Dort bewirtschaftete er einen Wald und betrieb Bergwerke und eine Chemie-Fabrik zur Produktion der neuartigen Farben für seine Textilfabriken. Zusätzlich gründete er dort ein Hüttenwerk und ein weiteres am Fluss Iwak. 1905 gründete er die Aktiengesellschaft S.T. Morosow, Krel und Ottmann, in der die Chemie-Fabriken zusammengefasst wurden. Aufgrund seines hohen Ansehens wurde Morozow vom Komitee der großen Nischni-Nowgorod-Messe zum Vorsitzenden gewählt.
Neben seinen unternehmerischen Aktivitäten war Morosow ein großzügiger Mäzen. Insbesondere trug er wesentlich zum Bau und Betrieb des Moskauer Künstlertheaters bei. Dank seiner Kunstsammler-Tätigkeit entstand eine große Sammlung von Gemälden und Kunstobjekten.
Politisch war Morosow eher liberal, so dass er gelegentlich Vertreter der Verfassungsparteien in sein neogotisches Haus einlud. Allerdings finanzierte er auch die sozialdemokratische Zeitung Iskra durch Vermittlung Maria Andrejewas und anderer, die den Bolschewiki zuneigten. Er war Freund Maxim Gorkis und Leonid Krassins.
Beim Beginn der Revolution 1905 sprach er den früheren Finanzminister Sergei Witte an, dass eine Verfassung für das Russische Kaiserreich unerlässlich sei mit Zusicherung der Vereinigungsfreiheit, Verbot der Zensur, Schulpflicht und Haushaltskontrolle. Als im Februar 1905 seine Arbeiter streikten, forderte er den Aufsichtsrat auf, auf deren Forderungen einzugehen. Jedoch weigerte sich seine Mutter Marija Fjodorowna Morosowa als Aufsichtsratsvorsitzende und entließ ihn im März aus dem Aufsichtsrat.
Auf ärztlichen Rat reiste Morosow mit seiner Frau Sinaida Grigorjewna (vorher Frau seines Neffen 2. Grades) zur Erholung an die Côte d’Azur offenbar wegen Anzeichen von Depression. Einige Tage nach seiner Ankunft in Cannes starb er an einer Schusswunde, was als Suizid gedeutet wurde. Er wurde auf dem Rogoschskoje-Friedhof in Moskau begraben. Seine Frau heiratete später den Moskauer Militärgouverneur General Rheinbott.
Die Unternehmerin Warwara Alexejewna Morosowa war die Frau von Morosows Vetter 2. Grades Abram Abramowitsch Morosow.
Morosows Haus wurde das Hauptquartier des Moskauer Proletkult.